# .im
Pour les articles homonymes, voir IM.
.im est le domaine de premier niveau national (country code top level domain : ccTLD) réservé à l'île de Man.
En 1996 le gouvernement de l'Île de Man a obtenu la permission de l'ICANN d'utiliser le .IM dont elle a délégué la gestion à une entreprise privée. L'idée de l'ICANN était, qu'outre les citoyens de l'Île de Man, tout un chacun puisse utiliser le .im et l'ICANN pensait avant tout en faire une terminaison utile en anglais pour la messagerie instantanée (Instant Messaging), dans le même esprit que le .tv qui appartient aux îles Tuvalu a un autre sens pour une partie de la planète. Certains, en pays francophones, commencent à utiliser le .im dans le domaine de l'immobilier. Le .im est populaire aussi dans la province italienne d'Imperia (IM).